# آندراس کنبل
آندراس کنبل (آلمانی: Andreas Knebel؛ زادهٔ ۲۱ june ۱۹۶۰ (۶۴ سال)) دونده اهل آلمان است.
وی در مسابقات کشوری و بین‌المللی در مجموع برندهٔ ۱ مدال نقره شده‌است.